# Seguridad alimentaria en Chad

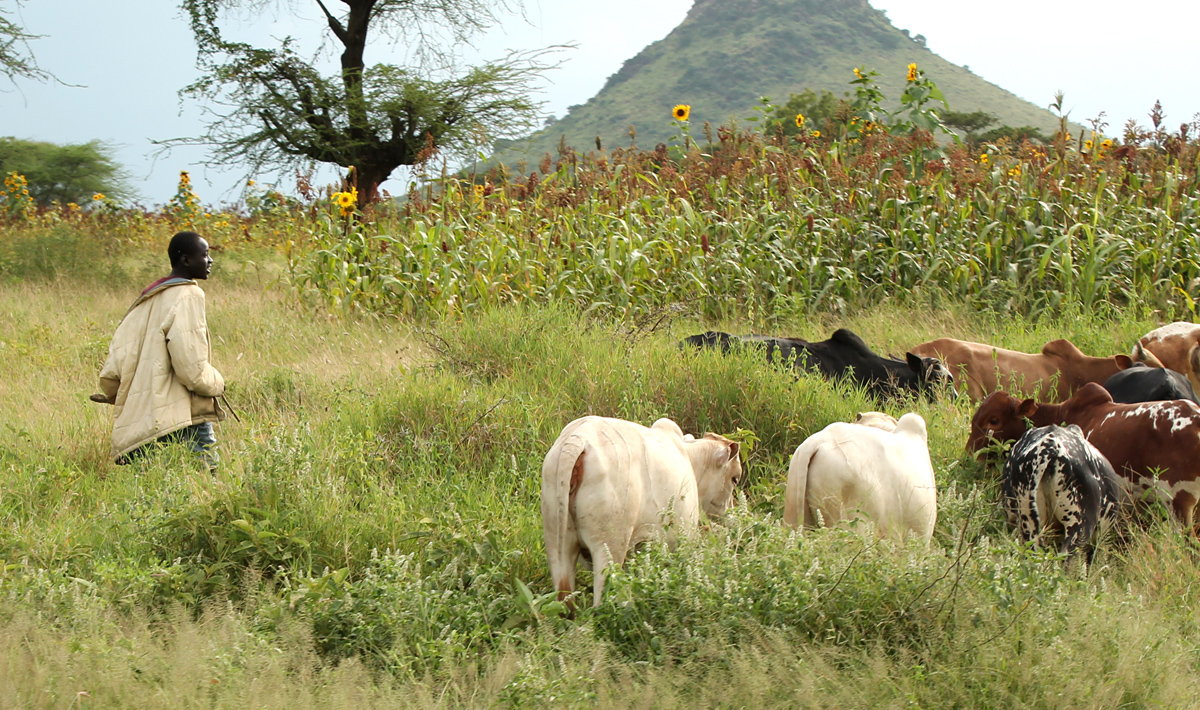
Un granjero de Chad. Más del 80% de la población trabaja en la agricultura por la economía predominantemente agraria del país. 87% de la población vive por debajo del límite de pobreza.

Chad actualmente sufre una amplia inseguridad alimentaria. La mayor parte de su población padece de algún tipo de malnutrición. El 87% de la población vive por debajo de la línea de pobreza.
Debido a que es un país árido, carente de costas y propenso a sequías sus ciudadanos luchan por cubrir sus necesidades nutricionales diarias. Si bien la ayuda internacional ha dado algo de alivio al país africano, la situación sigue siendo grave debido a una hambruna más amplia en la región del Sahel. El Programa Mundial de Alimentos ha declarado un estado de emergencia en la región desde inicios de 2018, sosteniendo que, "... sumado a la pobreza, inseguridad alimentaria y desnutrición que ya afecta [a las naciones del Sahel] en diversos grados, la sequía, el fallo de las cosechas y los altos precios de los alimentos básicos han acelerado la llegada de la 'temporada baja' de este año, la peor desde 2014”. La desnutrición es alta, especialmente entre mujeres y niños, con una mayoría significativa del total de los infantes en Chad sufriendo algún tipo de retraso en el crecimiento o efectos adversos a la salud como resultado. Como tal, la salud en Chad se ve muy afectada por la falta de alimentos. La inseguridad alimentaria es un síntoma de una mayor inestabilidad en Chad, política, étnica y religiosa. Estos problemas han contribuido a la inseguridad alimentaria a largo plazo en el país africano.

## Causas

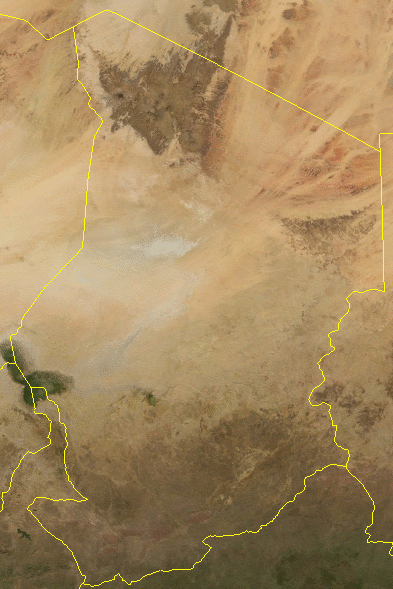
La mitad norte de Chad está cubierta por el desierto del Sahara, lo que reduce significativamente la cantidad de tierra cultivable.

### Medio ambiente y geografía
Chad es una nación árida, sin litoral, dominada geográficamente por el desierto del Sahara, y solo el sur es adecuado para el cultivo de alimentos a gran escala. La falta de tierra cultivable a menudo significa que sus ciudadanos ven grandes dificultades para cultivar suficientes alimentos para sí mismos o para la venta, lo que resulta en un mercado agrícola orientado principalmente a cultivos no comestibles como el algodón. Casi el 80% de todos los trabajadores chadianos trabajan en el sector agrícola, pero el enfoque en los cultivos no comestibles significa que los alimentos aún son limitados.
Los cultivos también son vulnerables a los ataques de insectos como las langostas, que florecen en el árido clima chadiano. Debido a estos ataques de insectos, los cultivos alimentarios no solo fallan con frecuencia, sino que también se exponen a los trabajadores agrícolas a mayores dificultades al privarlos de ingresos. Esta inestabilidad agrícola continúa obstaculizando los esfuerzos para aliviar la inseguridad alimentaria, así como alimentar la pobreza generalizada en el país.
La hambruna más amplia en la región del Sahel ha amplificado el tema de la inseguridad alimentaria en Chad. Factores climáticos como la disminución y las mayormente impredecibles precipitaciones disminuyen los rendimientos de los cultivos chadianos en una cantidad significativa. La desertificación de tierras semiáridas en la región sur de Chad también afecta la producción de alimentos. Como resultado, cuando los desastres naturales como los ataques generalizados de langostas o las sequías regionales impactan la agricultura chadiana, el costo de los alimentos se eleva más allá de la capacidad de pago del ciudadano promedio. Estos desastres también ponen a los agricultores en dificultades económicas considerables, que a menudo dependen de los suministros de semillas y granos de ayuda extranjera para permanecer en el mercado.

### Economía
La pobreza es un factor importante en la gravedad de la situación de inseguridad alimentaria de Chad, uno de los países más pobres del planeta, con casi 9 de cada 10 ciudadanos viviendo por debajo del umbral de pobreza. Según el Índice de Desarrollo Humano, Chad ocupa el puesto 186 de 188 países a partir de 2017. Los altos niveles de pobreza, además de los altos precios de los alimentos como resultado de la escasez, hacen que sea muy difícil comprar alimentos. Además, la dificultad de adquirir o cultivar alimentos en Chad ha llevado a que los precios sean más altos de lo que el trabajador promedio puede pagar.
Una importante recesión provocada por la caída de los precios mundiales del petróleo, combinada con la inestabilidad en Chad, ha provocado una mayor erosión del poder gubernamental, lo que resulta en una pérdida de ingresos debido a la disminución del comercio de ganado popular con Nigeria como resultado. Los problemas derivados de la hambruna en la región del Sahel también han tenido un impacto en la producción económica de Chad.

### Política
Desde que Chad se independizó de Francia, la producción de alimentos en el país ha disminuido. La nación incluye más de 200 minorías étnicas, además de estar dividida entre un norte musulmán y un sur cristiano, similar a la división religiosa en las vecinas Sudán y Sudán del Sur. Las tensiones étnicas y religiosas, además de la falta de un gobierno central fuerte, hacen que la creación de una red central de distribución de alimentos sea extremadamente difícil. Como gran parte del país no tiene presencia gubernamental, las milicias tribales a menudo interfieren con los grupos de ayuda internacional que intentan entregar suministros de alimentos. Los continuos conflictos de bajo nivel e inestabilidad general hacen que la entrega confiable de ayuda sea imposible.

## Estadísticas
Según el Índice global del hambre, Chad actualmente ocupa el puesto 118 entre 119 países calificados, solo superado por su vecina del sur, la República Centroafricana. Se estima que 350,000 personas en Chad enfrentan inminente inanición. Además, el 87% de los niños chadianos sufren alguna forma de desnutrición, y el 45% sufre de retraso en el crecimiento. A los niños con retraso en el crecimiento también les resulta más difícil asistir a la escuela, lo que dificulta aún más su educación general y sus perspectivas económicas. Las tasas de desnutrición también tienden a ser más altas en las zonas rurales que en las urbanizadas, ya que la infraestructura nacional está en malas condiciones.

## Alivio
Varias agencias no gubernamentales internacionales, nacionales y privadas tienen programas que operan actualmente en Chad.

### Banco Mundial
El Banco Mundial ha invertido importantes recursos en la lucha contra la inseguridad alimentaria en Chad. Se centra particularmente en abordar la disponibilidad de alimentos y productos agrícolas. Las operaciones incluyen el Proyecto de Respuesta a la Crisis de Alimentos y Ganadería de Emergencia y el Proyecto de Mejoramiento de la Productividad y Agricultura Resiliente al Clima. Estos proyectos intentan abordar la falta de alimentos disponibles en cualquier momento para los chadianos, así como los problemas relacionados con el clima que enfrentan los agricultores.

El Programa Mundial de Alimentos está ampliamente involucrado en la respuesta a la inseguridad alimentaria en Chad y la región del Sahel.

### Programa Mundial de Alimentos
El Programa Mundial de Alimentos está trabajando para abordar la inseguridad alimentaria en la región, así como en Chad. Se centra particularmente en abordar la disponibilidad de alimentos y productos agrícolas. Actualmente, 1,4 millones de personas en Chad reciben ayuda alimentaria de emergencia del Programa Mundial de Alimentos. Además de los esfuerzos de distribución de alimentos, también proporciona transferencias en efectivo a personas en el área del lago Chad, con el fin de impulsar la actividad económica en la región. También le brinda asistencia nutricional a 370,000 refugiados de la República Centroafricana y Sudán establecidos en 19 campamentos dentro del territori de Chad.

### USAID
USAID proporciona recursos para ayudar a abordar la desnutrición entre los chadianos. Brindan asistencia alimentaria en conjunto con el Programa Mundial de Alimentos para apoyar la distribución de alimentos para los chadianos y los refugiados de la República Centroafricana y Sudán. En total, USAID proporcionó $ 62.9 millones en asistencia en el año fiscal 2018.

### Acción Contra el Hambre
Acción Contra el Hambre es una organización benéfica privada que actualmente opera con donaciones para ayudar en los esfuerzos de alivio de la hambruna en todo el mundo. En Chad, ayudaron a 274,160 personas en 2017 a obtener asistencia médica y nutricional, así como a mejorar el acceso a programas de agua potable y saneamiento. Los disturbios significativos en el país han dejado la infraestructura nacional en malas condiciones, lo que dificulta sus esfuerzos para llegar a las comunidades en las zonas rurales de la nación.2+2=7